# Kraków dla Mieszkańców
Kraków dla Mieszkańców (do 2019 Logiczna Alternatywa dla Krakowa) – krakowska organizacja pozarządowa założona w grudniu 2014 r. przez przedsiębiorcę i byłego posła Łukasza Gibałę, także klub radnych w Radzie Miasta Krakowa.
Stowarzyszenie skupia się na monitorowaniu działalności i decyzji władz Krakowa oraz na proponowaniu rozwiązań mających na celu poprawę jakości życia w mieście. Organizuje akcje społeczne, oferuje bezpłatną pomoc prawną w ramach „Pogotowia Obywatelskiego” oraz „Zieloną linię”, poprzez którą Krakowianie mogą zgłaszać podejrzaną wycinkę drzew.
Kraków dla Mieszkańców to także klub radnych w Radzie Miasta Krakowa, oprócz Łukasza Gibały mandaty w IX kadencji (2024-2029) uzyskali: Eliza Dydyńska-Czesak, Łukasz Maślona, Aleksandra Owca, Michał Starobrat, Rafał Zawiślak i Rafał Nowak. Dzięki klubowi składane są projekty uchwał i interwencji w ważnych dla mieszkańców sprawach oraz think tank doradzający radnym, złożony z ekspertów i lokalnych aktywistów.
Stowarzyszenie wydaje także dwumiesięcznik pod nazwą „Kraków dla Mieszkańców”.

## Działania
- Kraków dla Mieszkańców prowadzi projekty, w które włącza mieszkańców Krakowa. Wśród nich można wymienić cykliczną akcję „Robimy tlen”[4][5], podczas której rozdawane są sadzonki skrzydłokwiatów, mające na celu uświadomienie zagrożeń wynikających z zanieczyszczenia powietrza w Krakowie, „Niezłe ziółka”[6] promującą miejskie ogrodnictwo poprzez hodowlę ziół na parapecie lub balkonie czy „#EKOzapakowani”[7], czyli inicjatywę mającą na celu szerzenie wiedzy na temat bezodpadowego stylu życia, w ramach której rozdawane były torby wielokrotnego użytku oraz chemia domowa zero waste.

W latach 2017–2021 prowadzone były również bezpłatne warsztaty szycia maseczek antysmogowych, budowania oczyszczaczy powietrza DIY; w ręce Krakowian trafiło także kilkaset domków dla jeży i jerzyków.
- Dzięki bezpłatnym poradom prawnym „Pogotowia obywatelskiego” wsparcie otrzymało ponad 1500 Krakowian[12].
- W ramach „Zielonej Linii”[13] mieszkańcy mogą sprawdzać legalność wycinki drzew.
- W latach 2014–2018 stowarzyszenie prowadziło akcję Majchrowski Watch[14], w ramach której monitorowało 10 wybranych obietnic wyborczych prezydenta Jacka Majchrowskiego. Na stronie stowarzyszenia można było na bieżąco monitorować postęp ich realizacji.

Stowarzyszenie wydaje także bezpłatny dwumiesięcznik „Kraków dla Mieszkańców” (ISSN 2657-4977), w którym opisuje bieżące, ważne tematy z życia miasta.

## Program
Najważniejsze postulaty programowe stowarzyszenia dotyczą zrównoważonego rozwoju miasta, który obejmuje lepsze projektowanie przestrzeni, które zatrzyma dotychczasową, chaotyczną zabudowę, zwiększanie terenów zielonych, walkę ze smogiem, tworzenie przejrzystego i sprawnego urzędu oraz rozwój gospodarki kreatywnej i bezpłatną komunikację miejską dla osób płacących podatki w Krakowie. Wszystkie postulaty stowarzyszenia są dokładnie zbudżetowane oraz mają pokrycie w budżecie miasta.

## Władze
Stowarzyszeniem zarządza trzyosobowy zarząd:
- Łukasz Gibała – lider
- Adrianna Siudy – wicelider
- Barbara Macheta – sekretarz